# Border Down
Border Down ist ein Shoot-’em-up-Videospiel des japanischen Entwicklers G.revolution, bei dem frühere Mitarbeiter des Unternehmens Taito arbeiten. Es wurde ab 2002 für das Spielhallen-/Arcade-Board NAOMI von Sega entwickelt und erschien schlussendlich 2003 in den japanischen Spielhallen.
Der Spieler muss in diesem Spiel ein Raumschiff durch sechs Abschnitte fliegen und mithilfe zwei verschiedener Laser-Waffen sich gegen feindliche Raumschiffe, Mechas, Geschosse und weitere Gegner wehren. Am Ende jedes Abschnitts erwartet den Spieler ein großer Endgegner.
Die Besonderheit gegenüber anderen "Shmups" besteht darin, dass der Spieler beim Verlust eines Raumschiffes nicht wie gewohnt mit einem anderen weiterfliegen kann und nur einfach ein "Leben" verliert, sondern dass der Spieler einen "Border" nach unten gelangt. Diese "Border" markieren die Schwierigkeit, es existiert ein grüner (leicht), gelber (normal) und roter (schwer) Border. Sollte man sich also schon im gelben Border befinden und verliert ein Leben, so bricht das Spiel kurzzeitig ab, und man beginnt einen Abschnitt im roten Border, die Umgebung und das Schussverhalten der Gegner sind jedoch um einiges schwieriger geworden. Erreicht der Spieler den roten Border und wird erneut getroffen, so verliert er ein Continue und kann, falls noch ein Continue vorhanden ist, das Level nochmals im grünen Border beginnen.

## Europa wünscht sich eine Heimversion
Da die Hardware des NAOMI-Boards ähnlich der der Sega Dreamcast ist und sich viele Fans eine Heimversion von Border Down für die Sega Dreamcast wünschten, stellte 2003 die Organisation Dreamcast-Scene (damals noch Dreamcast-Petition.com) Kontakt zu dem japanischen Entwickler her. Nach einigen Gesprächen wurden online und offline auf der Website von Dreamcast-Scene Unterschriften gesammelt und direkt an den Entwickler nach Japan geschickt. In europäischen Medien zeigte sich G.Revolution beeindruckt, dass für die tot geglaubte Dreamcast noch eine solche Fangruppierung besteht, und stimmten nach weiteren Gesprächen mit Dreamcast-Scene einer Portierung des Shoot 'em ups für die Dreamcast zu.

## Das Erscheinen der Dreamcast-Version
Am 25. September 2003 erschien die Dreamcast-Version von Border Down in zwei Varianten in Japan: Einmal in einer normalen Standard-Version und die so genannte "Limited Edition" im Doppelpack mit einer offiziellen Soundtrack-CD, Booklet und alternativen Cover. Japanische Besteller des "Sega-Direct"-Shops erhielten zusätzlich noch ein Mousepad und eine CD-Hülle für die Soundtrack-CD dazu.
Gegenüber der Spielhallen-Version gab es nun auch noch einen schwierigeren "Remix-Modus", der alternative Grafiken, Musik und Spielinhalt der bereits bekannten Abschnitte bot. Das Speichern des Spielstandes und Trainings-Videos waren auch enthalten.
Nur wenige tausend Stück wurden produziert, verkauften sich den Erwartungen entsprechend aber gut. Die "Limited Edition" stellt heute ein begehrtes Sammlerstück dar. Viele Dreamcast- und Shoot-’em-up-Fans aus Europa und Nordamerika importierten sich den Titel durch asiatische Händler.
Die Mehrzahl der japanischen, europäischen und nordamerikanischen Fachpresse bewertete Border Down mit einer durchschnittlichen Wertung, viele Dreamcast- und Shoot-’em-up-Fans sind jedoch der Meinung, dass der Titel durchaus höhere Wertungen verdient habe.